# Синьков, Олег Владимирович
Олег Владимирович Синьков (укр. Олег Володимирович Синьков; 6 марта 1965, Ангарск, Иркутская область — 28 января 2018, Херсон) — советский и украинский хоккеист, нападающий.

## Биография
Воспитанник команды «Ермак» Ангарск, первый тренер В. Саютин. В 16 лет переехал в Киев. Отыграл 11 сезонов в составе «Сокола». В сезоне 1984/85, когда клуб завоевал бронзовые медали чемпионата СССР, провел 14 матчей, забросил 5 шайб. Всего в высшей лиге чемпионата СССР и Межнациональной хоккейной лиге провел 288 матчей, забросил 78 шайб, сделал 26 результативных передач.
В сезонах 1992/93 — 1996/97 выступал за британские клубы «Бракнелл Бис», «Траффорд Метрос»,
«Блэкберн Хокс», «Кингстон Хокс». Играл за «Сокол» (1997—1999, 2002—2003), немецкий «Байройт» (1999—2000), «Беркут-Киев» (2000—2001), бритнские «Пейсли Пайретс», «Халл Тандер» (2001/02), «Пучсерда» (2003—2004, Испания). Выступал за украинские клубы «Днепровские волки» (2004/05), «Беркут» Бровары (2005/06), АТЭК (2006/07), «Белый Барс» Бровары (2007/08), «Компаньон» (2008/09 — 2010/11).
В чемпионате Великобритании провел 247 матчей, забросил 366 шайб, сделал 359 результативных передач.
Четырёхкратный чемпион Украины: трижды в составе «Сокола», в 2001 году — с «Беркутом». Трёхкратный вице-чемпион, бронзовый призёр чемпионата. Завершил карьеру в возрасте 46 лет.
В составе сборной Украины участник чемпионатов мира 1998 года (группа B), 1999 года и отборочного турнира Олимпийских игр 2002 года.
Работал тренером ДЮСШ «Сокол-Киев», РВУФК, ДЮСШ «Драгуны» (Можайск, Россия). С 2016 года возглавлял команду юношей 2002—2003 годов рождения ДЮСШ по зимним видам спорта «Днепр» (Херсон).
Скончался в Херсоне в возрасте 52 лет.